# Oddycham smogiem
Oddycham smogiem – minialbum polskiego rapera Tymona i producenta Magiery wydany w 2008 roku z gościnnym udziałem instrumentalisty Małego72.

## Lista utworów
Opracowano na podstawie materiału źródłowego.
1. „Track12 (Szumoszmeroszepty)” – 4:04
2. „Oddycham Smogiem” – 2:07
3. „F098 (Waleń)” – 3:36
4. „Chciałbym cię spotkać” – 3:10
5. „Hipis (W międzyczasie)” – 3:40
6. „Biuro” – 3:18
7. „Detox (Mam cię na języku)” – 3:51
8. „... ... ... ... ... ... ...” – 2:36
9. „Oddycham Smogiem V2" – 3:29